# جيم غودت
جيم غودت (بالإنجليزية: Jim Gaudet)‏ هو لاعب كرة قاعدة أمريكي، ولد في 3 يونيو 1955 في نيو أورلينز في الولايات المتحدة.

## وصلات خارجية
- جيم غودت على موقعبيزبول رفرنس.كوم (الدوري الرئيسي) (الإنجليزية)